# Jonas Hector
Jonas Hector (n. 27 mai 1990, Saarbrücken, Germania de Vest) este un fotbalist german retras din activitate, care a jucat pe post de fundaș lateral sau fundaș la echipe ca Köln, 1. FC Köln II⁠(d) și SV Auersmacher⁠(d). Pe plan internațional, are prezențe la națională pentru Germania.

## Cariera de jucător
Hector și-a început cariera de fotbalist la SV Auersmacher în landul său natal, Saarland. După un sezon ca profesionst, el s-a transferat la 1. FC Köln în 2010. El a fost chemat la prima echipa de către antrenorul Holger Stanislawski după terminarea sezonului 2012–2013. El a debutat în primul tur al Cupei Germaniei  împotriva echipei SpVgg Unterhaching pe 1 august 2012. La 27 august, a jucat primul său meci în 2. Bundesliga contra celor de la FC Erzgebirge Aue. El și-a consolidat poziția de titular la Köln de-a lungul sezonului, având 24 de apariții.
În sezonul 2013–2014, Hector a jucat în 33 din cele 34 de meciuri din campionat, iar echipa a terminat pe primul loc, promovând astfel în Bundesliga. La data de 4 noiembrie 2013, el a marcat primul său gol din cariera de profesionist într-o victorie 4–0 contra 1. FC Union Berlin.
În sezonul următor, Hector a lipsit într-un singur meci și a debutat în Bundesliga împotriva echipei Hamburger SV chiar în prima etapă. Pe 4 octombrie 2014, el a marcat și primul său gol în Bundesliga într-o înfrângere 3–2 contra Eintracht Frankfurt. A fost numit Jucătorul Sezonului 2014-2015 pentru FC Köln, câștigând 54,41% din voturi.
Pe 7 februarie 2016, Hector a jucat primul său meci drept căpitan al echipei într-un egal 1–1 cu Hamburger SV.

## Cariera internațională
La data de 7 noiembrie 2014, Hector a fost selecționat la naționala de seniori a Germaniei pentru prima oară. Convocarea a venit înaintea preliminariilor Euro 2016 cu două meciuri amicale contra Gibraltarului și a Spaniei. El a debutat la națională în victoria 4–0 contra Gibraltarului la Nürnberg pe 14 noiembrie, înlocuindu-l pe Erik Durm în minutul 72.
Pe 4 septembrie 2015, el a jucat primul său meci din preliminarii contra Poloniei ca fundaș dreapta, dând două pase decisive pentru Thomas Müller și Mario Götze.
La data de 29 martie 2016, Hector a marcat primul său gol pentru naționala Germaniei în victoria 4–1 împotriva Italiei la München.
Pe 31 mai 2016, Hector a fost convocat pentru lotul de jucători al Germaniei la Campionatul European din 2016. La data de 2 iulie 2016, Hector a marcat golul victoriei la loviturile de departajare în sferturile de finală contra Italiei, trimițând astfel Germania în semifinale.

### Goluri internaționale
| #  | Data           | Arenă                            | Adversar | Scor | Rezultat | Competiție  |
| -- | -------------- | -------------------------------- | -------- | ---- | -------- | ----------- |
| 1. | 29 martie 2016 | Allianz Arena, München, Germania | Italia   | 3–0  | 4–1      | Meci amical |